# Оток-Дуба
Оток-Дуба је бивше насељено место у саставу општине Сливно, Дубровачко-неретванска жупанија, Република Хрватска.

## Историја
До територијалне реорганизације у Хрватској налазило се у саставу старе општине Метковић. Насеље је на попису 2001. године укинуто и подељено на два насеља: Оток и Дуба.

## Становништво
| Број становника по пописима | Број становника по пописима | Број становника по пописима | Број становника по пописима | Број становника по пописима | Број становника по пописима | Број становника по пописима | Број становника по пописима | Број становника по пописима | Број становника по пописима | Број становника по пописима | Број становника по пописима | Број становника по пописима | Број становника по пописима |
| --------------------------- | --------------------------- | --------------------------- | --------------------------- | --------------------------- | --------------------------- | --------------------------- | --------------------------- | --------------------------- | --------------------------- | --------------------------- | --------------------------- | --------------------------- | --------------------------- |
| 1857                        | 1869                        | 1880                        | 1890                        | 1900                        | 1910                        | 1921                        | 1931                        | 1948                        | 1953                        | 1961                        | 1971                        | 1981                        | 1991                        |
| 0                           | 0                           | 0                           | 0                           | 0                           | 0                           | 0                           | 0                           | 0                           | 0                           | 0                           | 0                           | 88                          | 108                         |

Напомена: Исказивано од 1981. као самостално насеље. У 1981. исказивано под именом Оток настало издвајањем дела насеља Михаљ и дела насеља Трн, а у 1991. под именом Оток-Дуба. Види напомена под насељима Дуба и Оток.

### Попис1991.
На попису становништва 1991. године, насељено место Оток-Дуба је имало 108 становника, следећег националног састава:
| Попис 1991.‍ | Попис 1991.‍ | Попис 1991.‍ | Попис 1991.‍ | Попис 1991.‍ |
| ----------- | ----------- | ----------- | ----------- | ----------- |
|             |             |             |             |             |
| Хрвати      | Хрвати      |             | 99          | 91,66%      |
| Срби        | Срби        |             | 5           | 4,62%       |
| Југословени | Југословени |             | 4           | 3,70%       |
| укупно: 108 |             |             |             |             |